# Gaëlle Nayo-Ketchanke
Gaëlle Nayo-Ketchanke (sinh ngày 20 tháng 4 năm 1988) là một vận động viên cử tạ người Pháp. Cô giữ sáu kỉ lục nước Pháp. Cô là huy chương bạc 3 lần tại Giải vô địch châu Âu (2015, 2016 và 2018) ở nội dung nữ 75 kg.

## Kết quả chính
| Year                   | Venue                  | Weight            | Snatch (kg)       | Snatch (kg)       | Snatch (kg)       | Snatch (kg)       | Clean & Jerk (kg) | Clean & Jerk (kg) | Clean & Jerk (kg) | Clean & Jerk (kg) | Total             | Rank              |
| Year                   | Venue                  | Weight            | 1                 | 2                 | 3                 | Rank              | 1                 | 2                 | 3                 | Rank              | Total             | Rank              |
| Representing Pháp      | Representing Pháp      | Representing Pháp | Representing Pháp | Representing Pháp | Representing Pháp | Representing Pháp | Representing Pháp | Representing Pháp | Representing Pháp | Representing Pháp | Representing Pháp | Representing Pháp |
| Olympic Games          | Olympic Games          | Olympic Games     | Olympic Games     | Olympic Games     | Olympic Games     | Olympic Games     | Olympic Games     | Olympic Games     | Olympic Games     | Olympic Games     | Olympic Games     | Olympic Games     |
| ---------------------- | ---------------------- | ----------------- | ----------------- | ----------------- | ----------------- | ----------------- | ----------------- | ----------------- | ----------------- | ----------------- | ----------------- | ----------------- |
| 2016                   | Rio de Janeiro, Brasil | 75 kg             | 102               | 107               | 107               | 8                 | 132               | 135               | 140               | 5                 | 237               | 8                 |
| World Championships    |                        |                   |                   |                   |                   |                   |                   |                   |                   |                   |                   |                   |
| 2018                   | Ashgabat, Turkmenistan | 76 kg             | 101               | 105               | 107               | 6                 | 130               | 136               | 138               | 6                 | 243               | 6                 |
| 2017                   | Anaheim, United States | 75 kg             | 100               | 103               | 105               | 6                 | 131               | 134               | 138               | 2                 | 237               | 3                 |
| 2015                   | Houston, United States | 75 kg             | 105               | 108               | 109               | 6                 | 135               | 135               | 138               | 8                 | 244               | 8                 |
| 2014                   | Almaty, Kazakhstan     | 75 kg             | 100               | 104               | 107               | 8                 | 125               | 131               | 131               | 8                 | 238               | 7                 |
| European Championships |                        |                   |                   |                   |                   |                   |                   |                   |                   |                   |                   |                   |
| 2018                   | Bucharest, Romania     | 75 kg             | 98                | 101               | 103               | 2                 | 126               | 131               | 136               | 2                 | 234               | 2                 |
| 2016                   | Førde, Na Uy           | 75 kg             | 102               | 107               | 110               | 2                 | 132               | 140               | 140               | 2                 | 242               | 2                 |
| 2015                   | Tbilisi, Georgia       | 75 kg             | 105               | 108               | 111               | 3                 | 132               | 137               | 142               | 2                 | 248               | 2                 |
| Representing Cameroon  |                        |                   |                   |                   |                   |                   |                   |                   |                   |                   |                   |                   |
| World Championships    |                        |                   |                   |                   |                   |                   |                   |                   |                   |                   |                   |                   |
| 2011                   | Paris, Pháp            | 69 kg             | 100               | 103               | 103               | 14                | —                 | —                 | —                 | —                 | —                 | —                 |
| African Championships  |                        |                   |                   |                   |                   |                   |                   |                   |                   |                   |                   |                   |
| 2008                   | Strand, South Africa   | 69 kg             | 80                | 85                | 85                | 5                 | 110               | 112               | 115               | 2                 | 200               | 3                 |
| African Games          |                        |                   |                   |                   |                   |                   |                   |                   |                   |                   |                   |                   |
| 2007                   | Algiers, Algeria       | 69 kg             | 80                | 83                | 87                | 4                 | 100               | 105               | 110               | 4                 | 188               | 4                 |
| Commonwealth Games     |                        |                   |                   |                   |                   |                   |                   |                   |                   |                   |                   |                   |
| 2006                   | Melbourne, Australia   | 63 kg             | 72                | 75                | 78                | 5                 | 95                | 95                | 95                | 4                 | 170               | 5                 |